# Hartwig (Bamberg)
Hartwig († nach 2. Januar 1053) war Bischof von Bamberg.
Seine Herkunft ist nicht belegt, jedoch kann angenommen werden, dass er dem Geschlecht der Grafen von Bogen angehörte. 1047 wurde er, zu diesem Zeitpunkt Kanzler des Heiligen Römischen Reiches, zum Bischof von Bamberg berufen. Im Oktober 1052 besuchte Papst Leo IX. Bamberg und brachte wohl auch die sterblichen Überreste von Papst Clemens II. mit, der verfügt hatte, in seinem Bistum bestattet zu werden. Hartwig erhielt am 2. Januar 1053 als erster Bischof von Bamberg von Leo IX. das Pallium mit der Erlaubnis, dies an folgenden drei Tagen tragen zu dürfen: Christi Himmelfahrt, am Fest der Apostelfürsten Petrus und Paulus und am Tag des hl. Dionysius, dem Todestag von Papst Clemens II. 1053 legte er den Grundstein zum Kloster Weißenohe, im gleichen Jahr verstarb er.